# 桑德里娜·格吕达

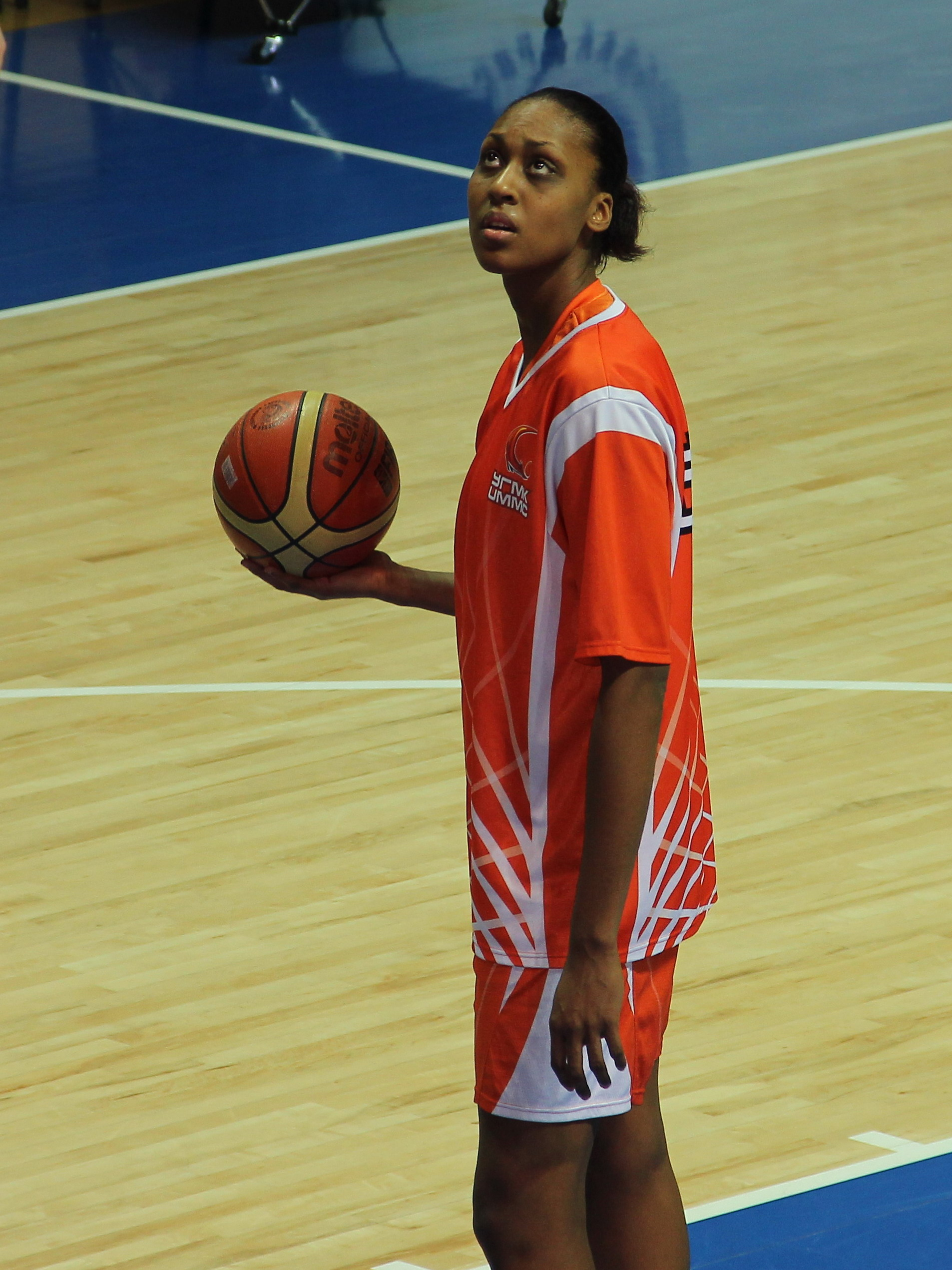
桑德里娜·格吕达

桑德里娜·格吕达（法語：Sandrine Gruda，1987年6月25日—），法国女子篮球运动员。她曾代表法国参加2012年、2016年和2020年夏季奥林匹克运动会篮球比赛，共获得一枚银牌和一枚铜牌。